# Porozumienie z Dohy (2020)
Porozumienie w sprawie zaprowadzenia pokoju w Afganistanie (ang. Agreement for Bringing Peace to Afghanistan, paszto ‏افغانستان ته د سولې راوستلو تړون‎), powszechnie znane jako Porozumienie z Dohy – porozumienie pokojowe podpisane przez Stany Zjednoczone i Talibów 29 lutego 2020 r. w katarskiej Dosze, mające na celu zakończenie wojny w Afganistanie. 
Wynegocjowane w imieniu Stanów Zjednoczonych przez Zalmaya Khalilzada porozumienie nie uwzględniało stanowiska ówczesnego rządu Afganistanu. 
Umowa, do której dołączono także tajne załączniki, była jednym z kluczowych wydarzeń, które doprowadziły do upadku morali afgańskiego wojska i sił bezpieczeństwa (ANDSF) oraz lokalnej ludności. Zgodnie z warunkami umowy Stany Zjednoczone znacznie ograniczyły liczbę nalotów, pozbawiając ANDSF kluczowej przewagi w powstrzymywaniu Talibów. 

## Postanowienia
Porozumienie przewidywało ograniczenia w prowadzeniu walk zarówno dla USA, jak i Talibów, a także przewidywało wycofanie wszystkich sił NATO z Afganistanu w zamian za zobowiązania Talibów w zakresie przeciwdziałania terroryzmowi. Stany Zjednoczone zgodziły się na początkową redukcję liczebności swoich sił zbrojnych z 13 000 do 8600 żołnierzy w ciągu 135 dni (tj. do lipca 2020 r.), a następnie całkowite wycofanie sił w ciągu 14 miesięcy (tj. do 1 maja 2021 r.), jeśli talibowie dotrzymają swoich zobowiązań. Stany Zjednoczone zobowiązały się również do zamknięcia pięciu baz wojskowych w ciągu 135 dni i wyraziły zamiar zniesienia sankcji gospodarczych wobec talibów do 27 sierpnia 2020 r.

## Reakcje międzynarodowe
Porozumienie zostało przyjęte z zadowoleniem przez Pakistan, Chiny, Rosję i Indie i jednomyślnie poparte przez Radę Bezpieczeństwa ONZ.

## Realizacja
Jednakże po zawarciu umowy liczba ataków rebeliantów na same (bez towarzyszących sił koalicyjnych) afgańskie siły bezpieczeństwa wzrosła, w wyniku czego zginęły tysiące osób. Jednakże realizacje uzgodnień były kontynuowane. Pod koniec stycznia 2021 r. w kraju pozostało zaledwie 2500 żołnierzy amerykańskich, a siły NATO zostały całkowicie ewakuowane. Stany Zjednoczone zakończyły pełną ewakuację 30 sierpnia 2021 r., gdy talibowie siłą przejęli władzę nad krajem.

## Krytyka
Krytycy umowy twierdzili, że ówczesna administracja Trumpa zastosowała politykę appeasementu wobec talibów i zignorowała ówczesny rząd Afganistanu tylko by najszybciej wycofać wojska z tego kraju.